# Chateau de Conteval

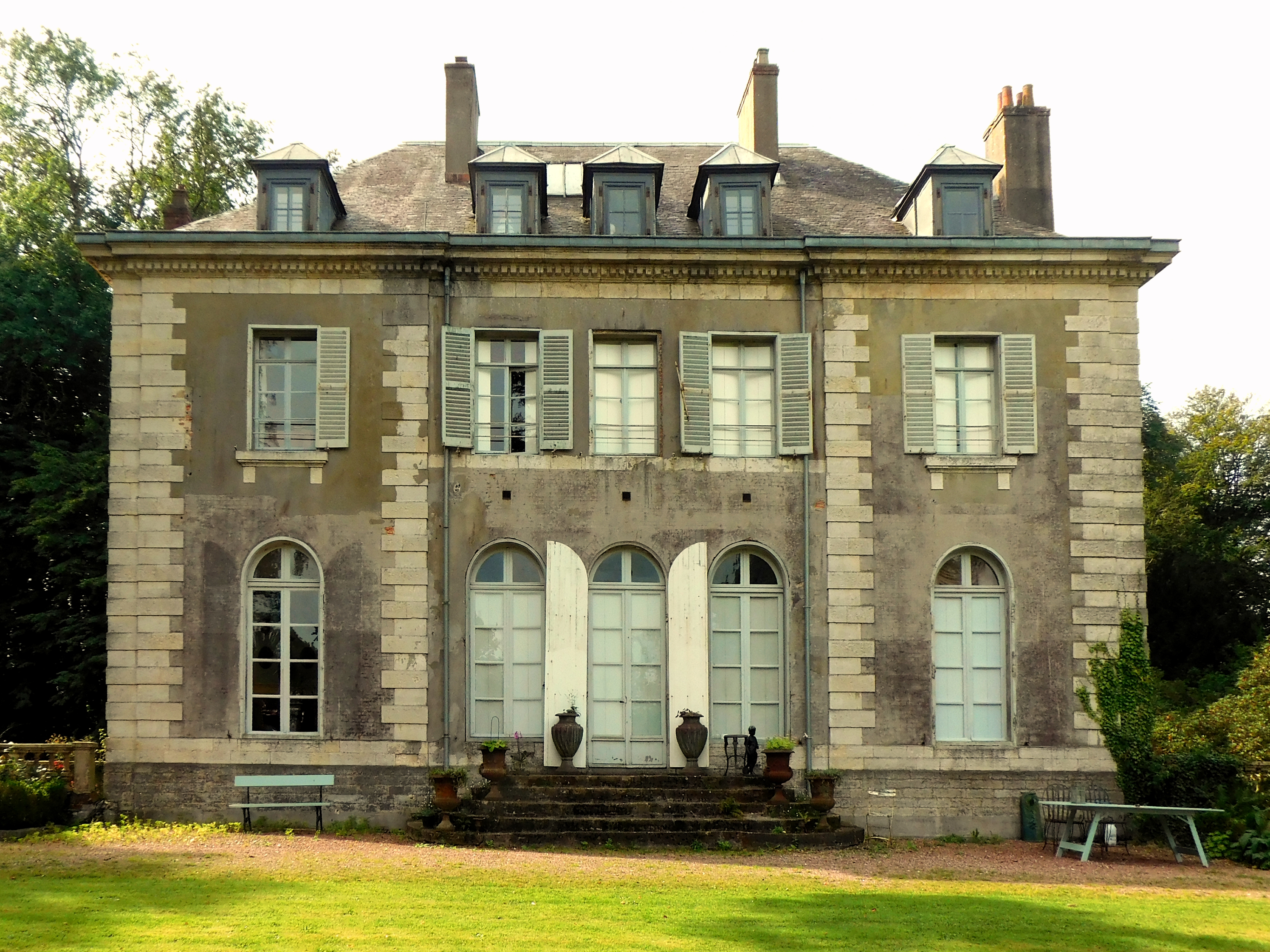
Conteval, chateau

Chateau de Conteval is een landhuis met park en tuinen, het ligt in La Capelle-lès-Boulogne in het departement Pas-de-Calais in Frankrijk.

## Historie
Francois Delporte sr. (1746 - 1819) maakte fortuin met het fokken merino-schapen die illegaal uit Engeland waren geïmporteerd.
In december 1776 werd de familie door Lodewijk XVI  in de adelstand (ongetitelde adel) verheven (omdat volgens Lodewijk XVI Delporte van de Engelsen een tak van handel had
genomen die aanzienlijke bedragen opbracht).

Sieur Francois Delfort jr. liet in de jaren 1785 - 1789 het kasteel bouwen, het kasteel in Engelse stijl is opgetrokken uit
baksteen gepleisterd en versierd met hardstenen pilasters, hoekafwerkingen en kroonlijst, het dak is gedekt met leien.
De locatie werd zo gekozen dat deze voldeed aan de regels van de achttiende eeuw met betrekking
tot "tuinen van reinheid": goede grond, water en (een essentiële voorwaarde) een schitterend uitzicht.
Het landgoed lag aan de Fond de Pernes een straat in La Capelle-lès-Boulogne, later werd het kasteel Chateau de Conteval genoemd.
In de jaren voorafgaande aan de Franse Revolutie werd de positie van de eigenaren sterk bekritiseerd en aangevallen
maar zij wisten zich op kundige wijze hiertegen te verdedigen.
Tijdens de revolutie werden de gebroeders gearresteerd maar wisten aan de guillotine te ontkomen.

In 1805 besluiten gebroeders Delporte om de erfenis van hun ouders te verdelen, het kasteel met landgoed werd van Claude-Marie-François Delporte de Conteval, 
een voormalig kapitein van de cavalerie. 
In 1810 stierf hij en vererfde het bezit aan zijn nicht, mevrouw de Courson, dochter van de burgemeester van Boulogne. 
Na haar overlijden behield haar echtgenoot M. de Courson het kasteel totdat hij het in 1830 verkocht.
Na die tijd wisselden meerdere eigenaren elkaar af en het kasteel en de tuinen raakten in vervallen toestand.

In 1998 wordt het landgoed gekocht door de kunst- en antiekhandelaar Sébastien Hoyer.
Met behulp van vrijwilligers wordt getracht het park te restaureren en te onderhouden (Association des Amis des chateau, parc et jardins de Conteval),
ook zijn er mogelijkheden voor feesten en vergaderingen, eenmaal per jaar wordt het landgoed opengesteld voor het publiek.
In de jaren 2020 - 2021 is door de coronacrisis veel achterstallig onderhoud aan de tuinen en het park ontstaan.

## Park
Het park in Engelse landschapsstijl is aangelegd eind 18e eeuw op een perceel van
8 ha onderdeel van het koninklijk domein (Lodewijk XVI) naar een ontwerp van baron Georges Louis Marie Dumont de Courset (1746-1824).
In de 19e eeuw werd het park verder uitgebreid en ingericht door Eugène Houlet de Boulogne.

Het park bestond uit een moestuin, een rosarium in een bebost park met 3600 inheemse
en exotische planten uit de 18e eeuw waarvan er sinds 2005 meer dan 1800 verschillende soorten opnieuw zijn geïntroduceerd.
Het park is een arboretum met o.a. beuken, kastanjes, linden, lariks, taxus, tulpenbomen, trompetboom en Amerikaanse rode eiken.
Verder fruitbomen zoals peren-, appel-, vijgen-, abrikozen-, moerbei-, kaki- en andere soorten fruitbomen.
Veel soorten heester o.a. Gelderse roos, rododendron, camelia, hulst, Chileense lantaarn (Crinodendrons), hazelaar en een uitgebreide collectie hortensia's.
Door de diversiteit van de beplanting en de locatie leven er ook veel vogels en kleinere dieren.

## Afbeeldingen

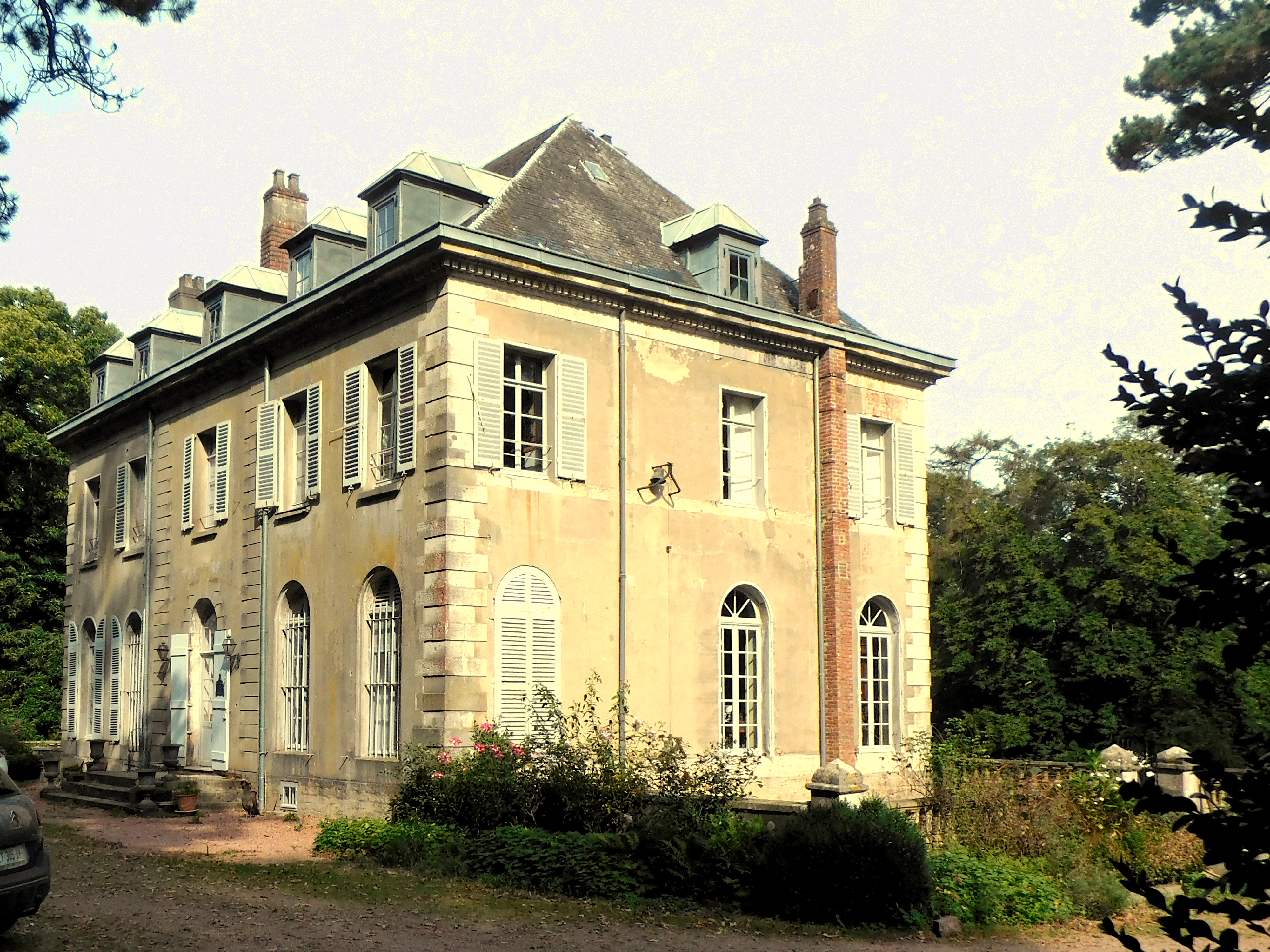
Conteval, chateau
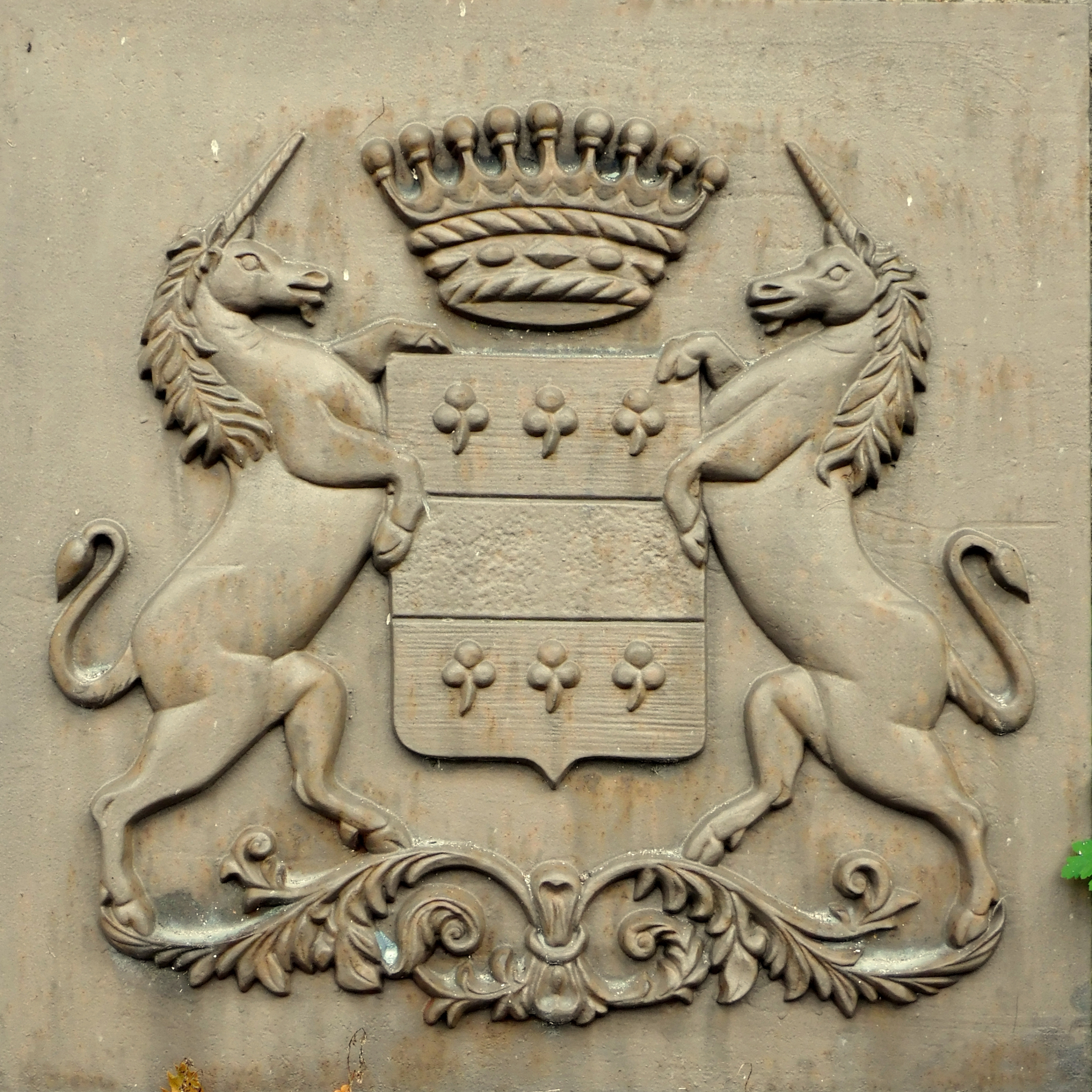
Blazoen
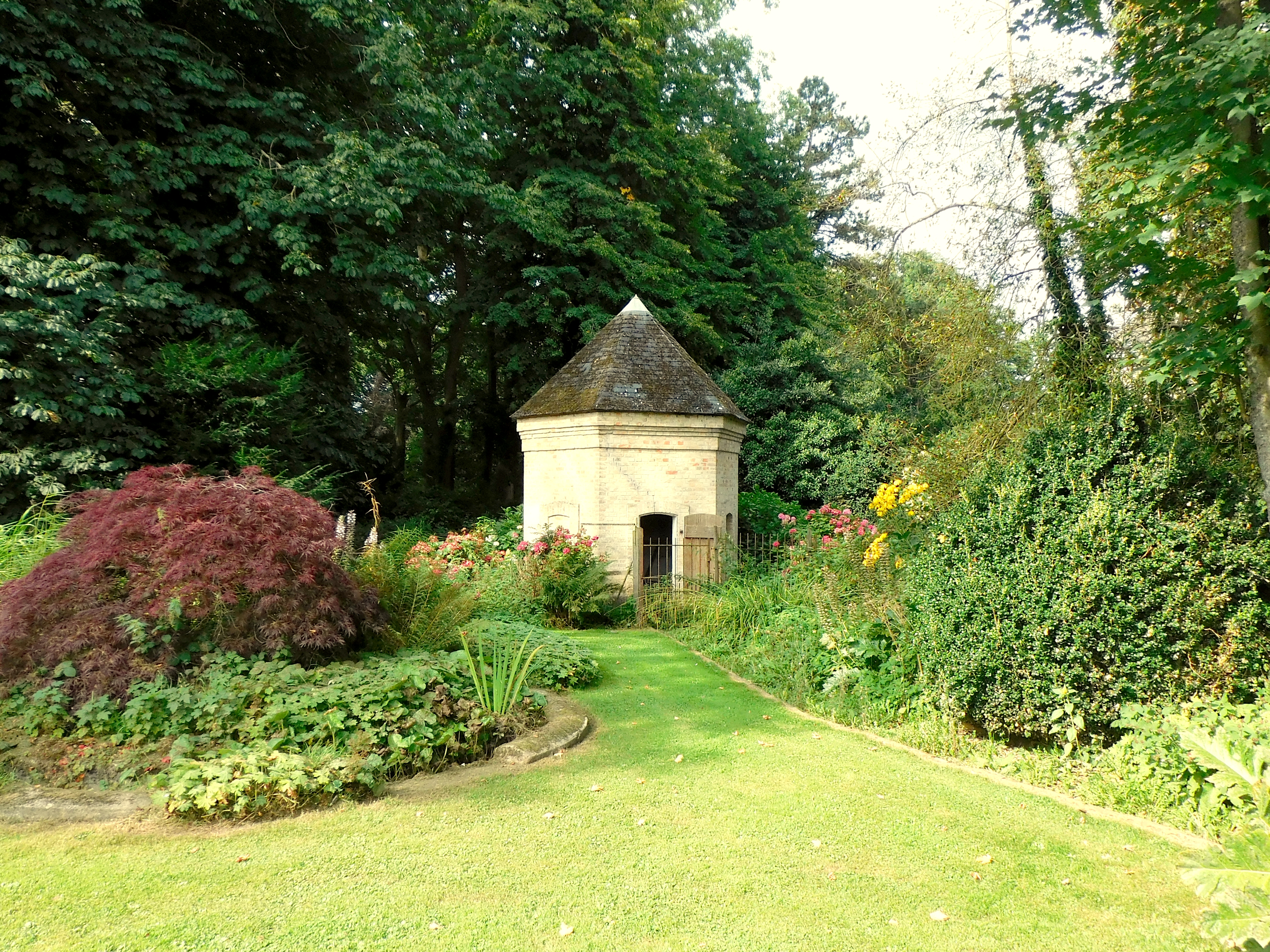
Koelhuisje
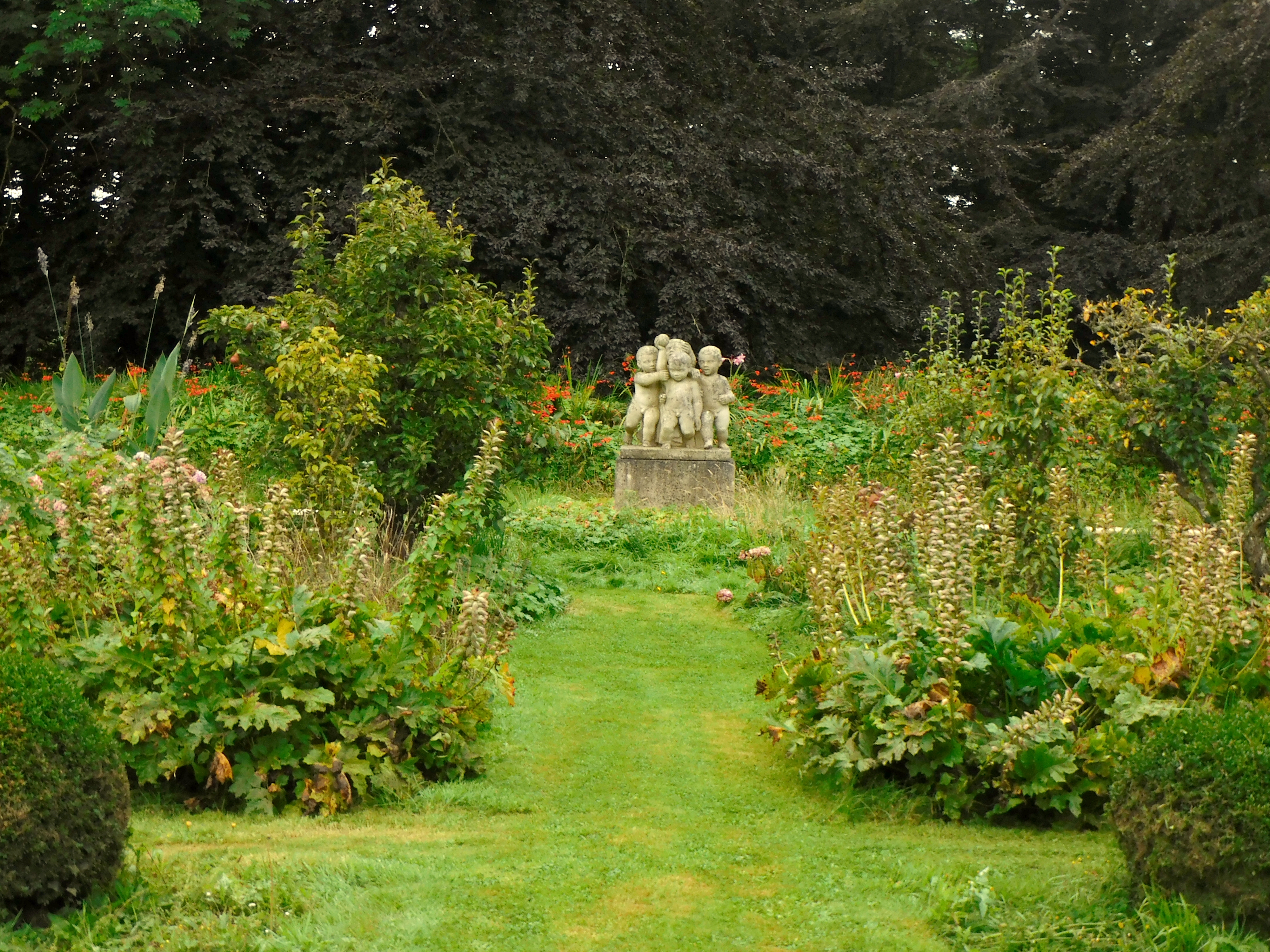
Beeldengroep bij rosarium
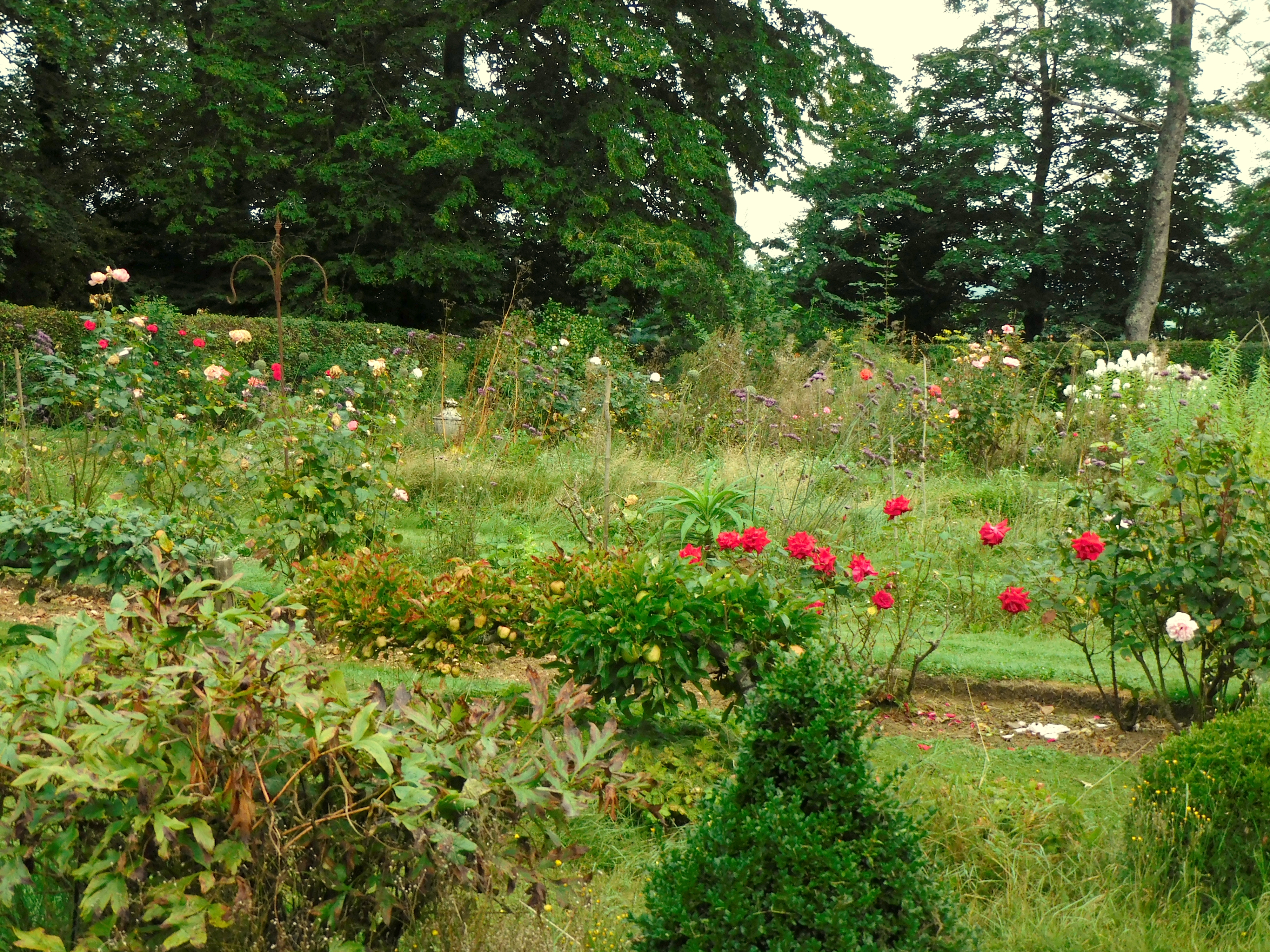
Rosarium
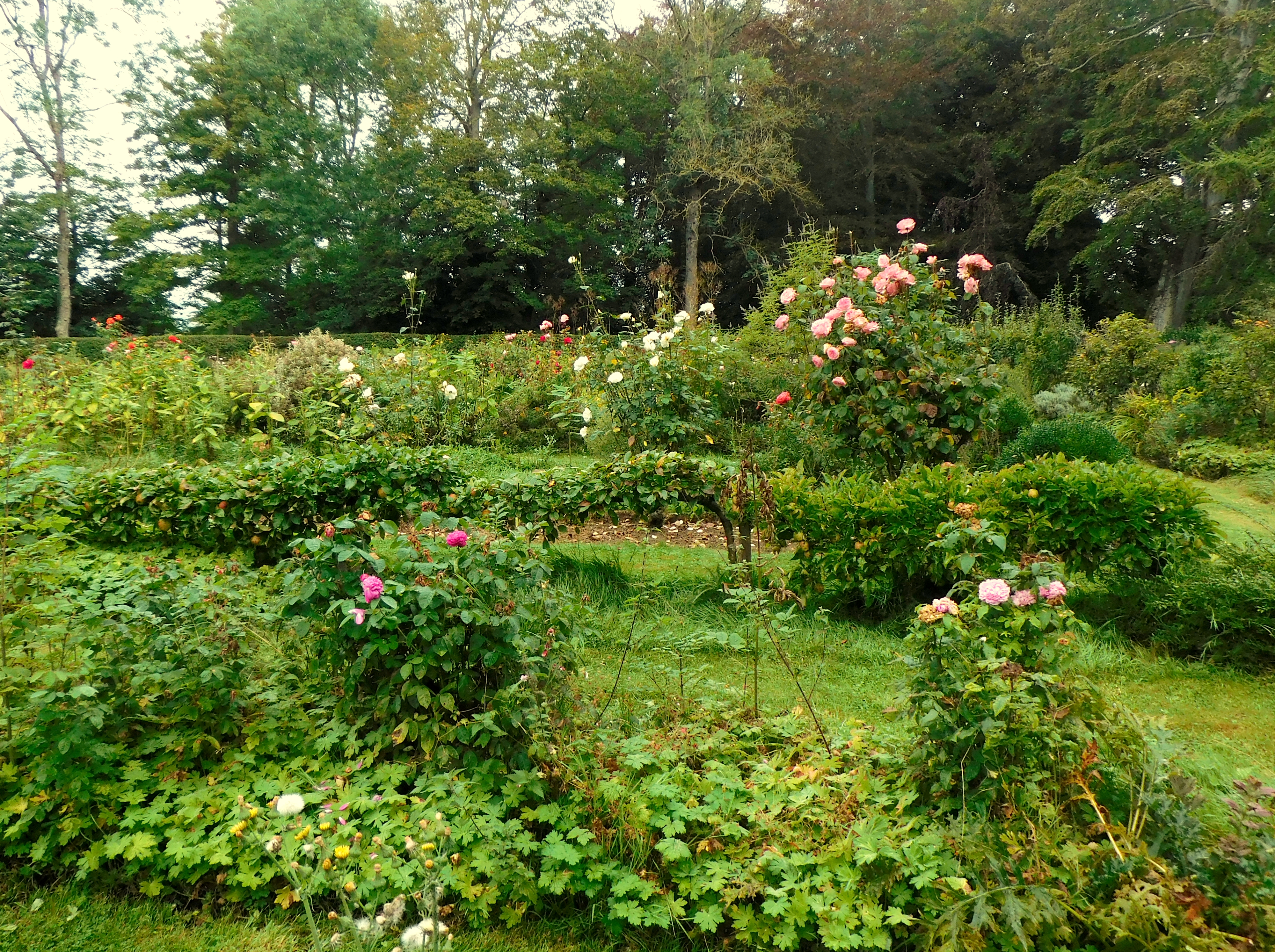
Rosarium
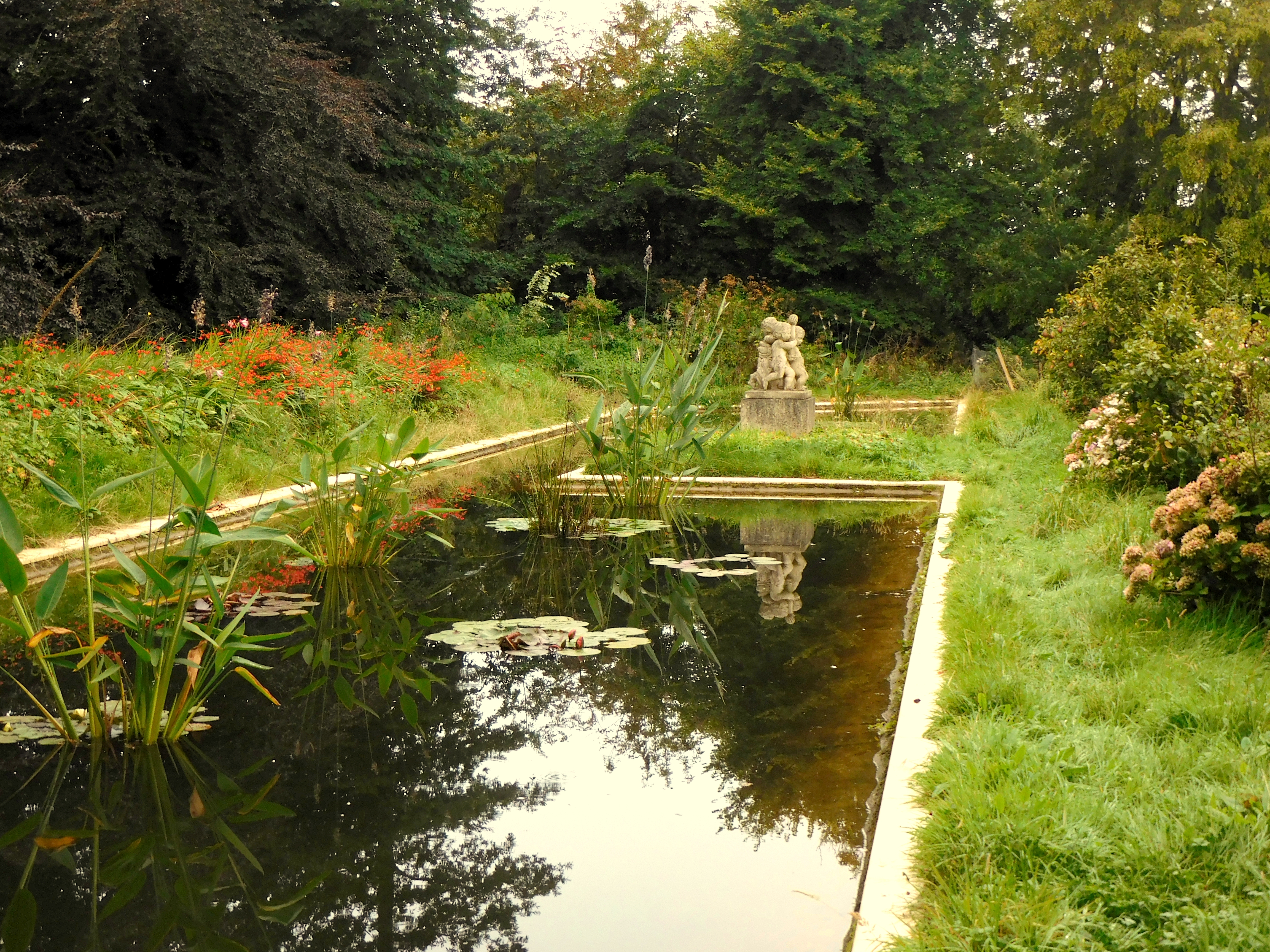
Vijver bij rosarium
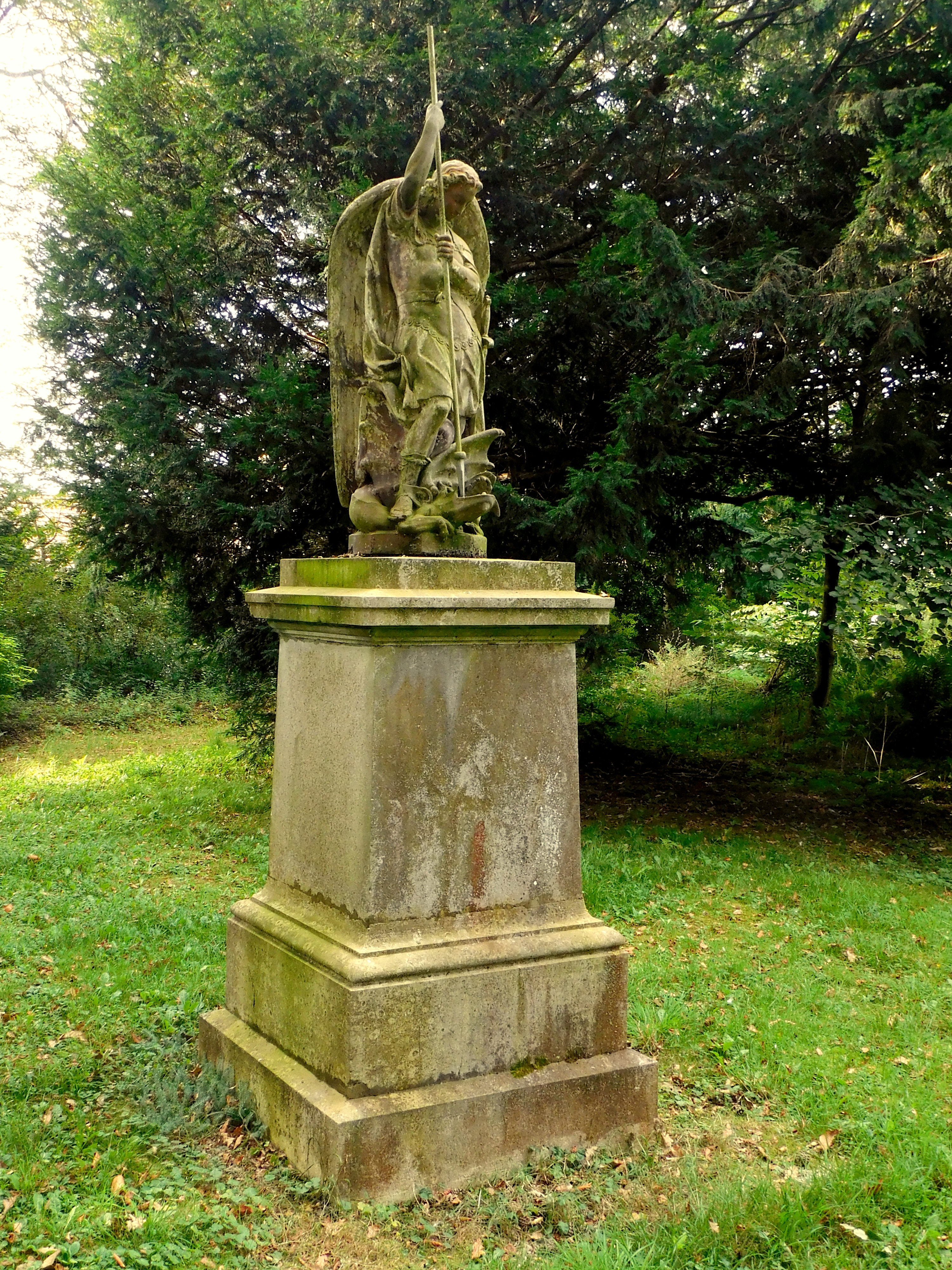
Beeld St. Joris
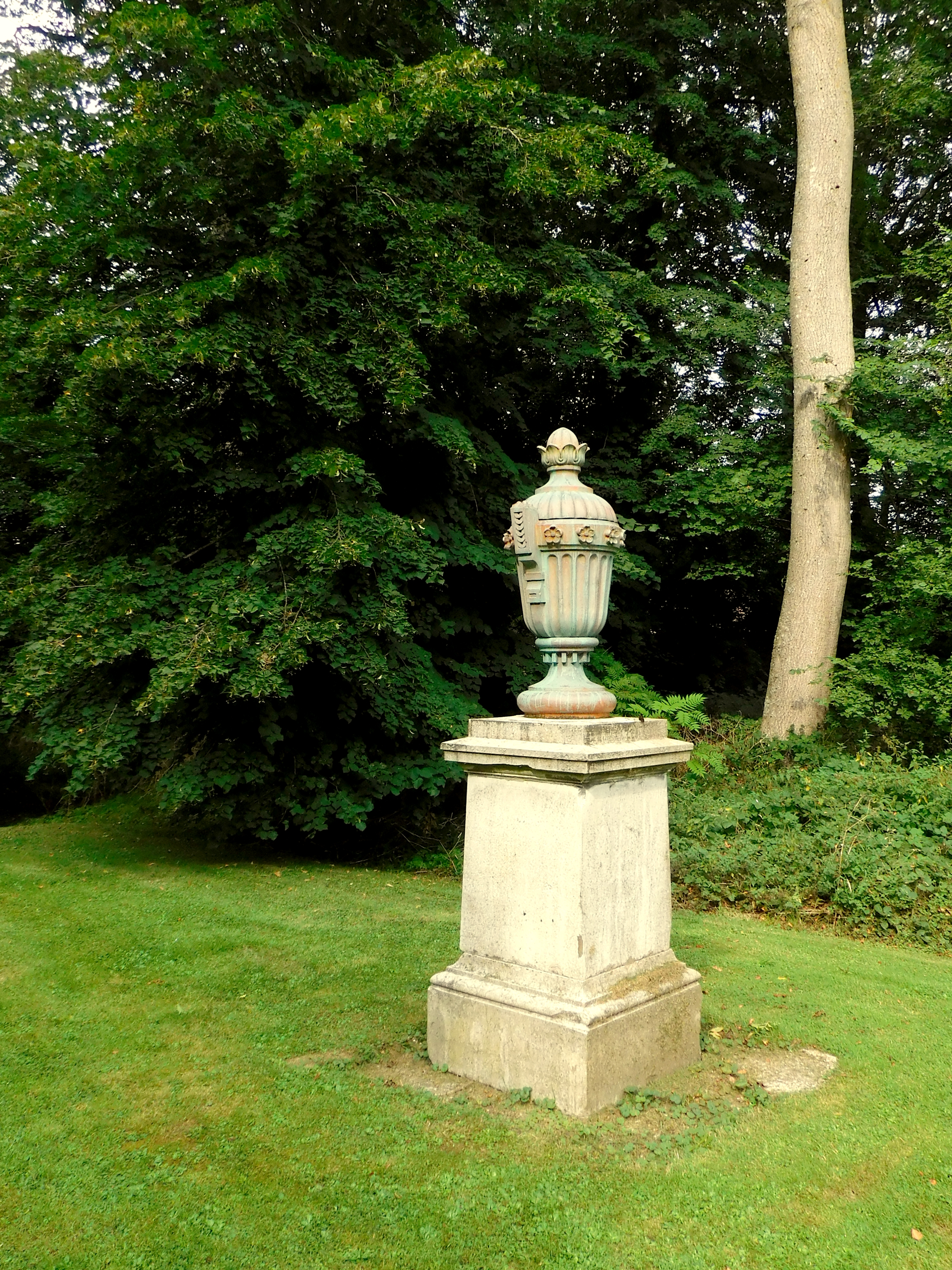
Vaas